# Organozilverchemie
In de organozilverchemie worden verbindingen bestudeerd waarin een directe binding bestaat tussen koolstof en het metaal zilver. De organozilverchemie is een subdiscipline van de organometaalchemie. Daarnaast wordt ook het gebruik van zilver als katalysator in organische reacties vaak tot de organozilverchemie gerekend.
In het periodiek systeem staat zilver in groep 11, direct onder koper. De organometaalchemie van beide elekemten lijkt daardoor veel op elkaar, hoewel het gebruik van zilver als katalysator vooral academische aandacht heeft, in tegenstelling tot katalyse door koper. De prijs van het metaal zal een van de belangrijkste technische bezwaren zijn tegen het op grote schaal gebruiken van zilver als katalysator, al speelt de geringere thermische stabiliteit van de organozilververbindingen ten opzichte van de organokoperverbindingen ook een duidelijke rol. Het oxidatiegetal van zilver is in organozilververbindingen uitsluitend +I, met als enige uitzondering driewaardig Ag(III) in het trifluormethylzilveranion: Ag(CF3)4−. Het elektronenzuigende effect van de trifluormethylgroepen is hier duidelijk debet aan. De beperkte thermische stabiliteit blijkt uit de ontledingstemperatuur van methylzilver (AgCH3) (−50 °C) tegenover methylkoper (CuCH3) (−15 °C) en dezelfde waarden voor (C6H5)Ag (74 °C) en (C6H5)Cu (100 °C).

## Geschiedenis
De eerste - vergeefse - poging op het terrein van de organozilverchemie werd in 1859 ondernomen door G.B. Buckton. en door J.A. Wanklyn en Ludwig Carius in 1861. De eerste echte organozilververbinding, methylzilver, werd in 1941 door Semerano en Riccoboni beschreven.

## Verbindingen
Fenylzilver kan verkregen worden uit de reactie van zilvernitraat met een trialkylfenyllood-verbinding:
AgNO3 + R3PhPb → PhAg
Diarylzinkverbindingen leveren ook dit resultaat.
Het adduct van zilver met mesityleen vormt een tetrameer. Het kan bereid worden uit zilverchloride en het overeenkomstige Grignardreagens:
AgCl + MesMgBr → Ag4(Mes)4 + MgClBr
Zilver vormt stabiele complexen met yliden, zoals bijvoorbeeld met trifenylfosfoniummethylide:
AgCl + Ph3P=CH2 → AgCl(Ph3P=CH2)
De koolstofzilverbinding wordt gestabiliseerd door perfluoralkylgroepen:
AgF + CF2=CF(CF3) → AgCF(CF3)2
Alkenylzilververbindingen zijn stabieler dan alkylzilververbindingen. Vinylzilver wordt verkregen uit de reactie van zilvernitraat met tetravinyllood:
AgNO3 + (CH2=CH)4Pb → (CH2=CH)Ag

## Katalyse
Als katalysator is zilver actief als zilveroxide in de Wolff-omlegging. Zilvernitraat wordt gebruikt om alkenen uit mengsel te isoleren als hun η2-alkeencomplex. Zilver speelt ook een rol in andere omleggingen zoals die van quadricyclaan naar norbornadieen, cubaan naar cuneaan en de omlegging van het cyclobutadieendimeer naar cyclooctatetraeen.

## Navigatie
Navigatie Koolstof-elementbinding